# Gustave Flourens
Gustave Flourens (Parigi, 4 agosto 1838 – Rueil-Malmaison, 3 aprile 1871) è stato uno scienziato e politico francese, tra i protagonisti della  Comune di Parigi.

## Biografia
Figlio del fisiologo e professore al  Collège de France Marie-Jean-Pierre Flourens, che fu co-segretario dell'academia con François Arago, deputato nel 1838 e pari di Francia dal 1847, Gustave Flourens si laureò in lettere e in scienze, e a 25 anni, nel 1863, ottenne la cattedra di storia naturale al Collège de France. Dopo un anno gli fu sottratta per l'impostazione materialista del suo insegnamento e per le sue opinioni politiche repubblicane e anti-bonapartiste. Pubblicherà le sue lezioni col titolo Histoire de l'Homme.

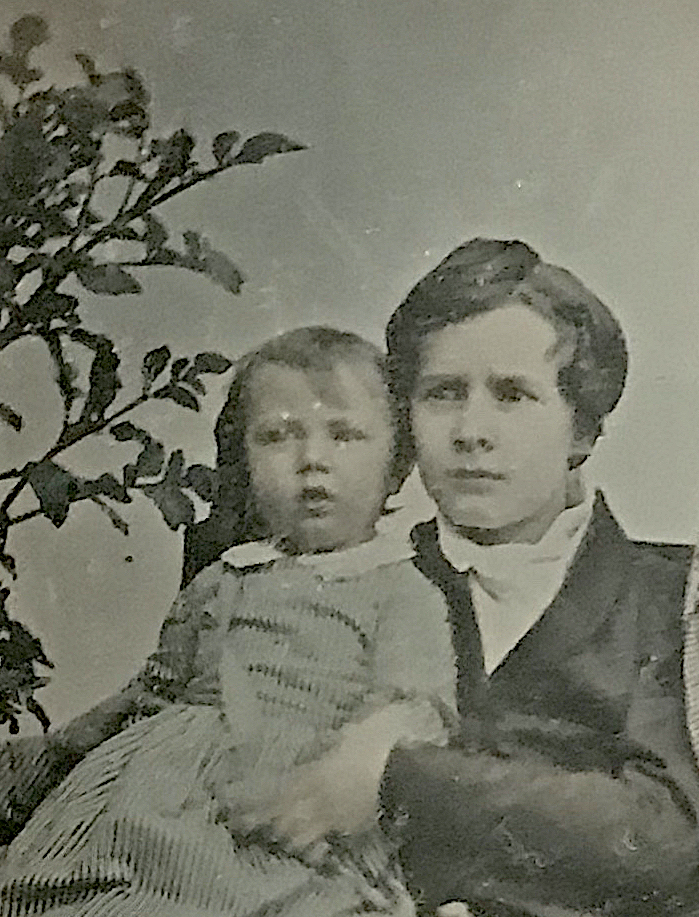
Gustave Flourens da adolescente, con il giovane fratello, dagherrotipo di Derussy, 1849 circa

Trasferitosi a Londra e poi in Belgio, simpatizzò con la rivolta di Creta contro l'Impero ottomano, combatté a Creta col grado di capitano nel 1866 e fu nominato ambasciatore dell'isola presso il governo di Atene che però, cedendo alle pressioni del governo francese, lo espulse dalla Grecia.
Rientrato a Parigi nel 1868, s'impegnò nell'opposizione al Secondo Impero e nel 1869 fu condannato a tre mesi di prigione. Scontata la pena, sfidò a duello il giornalista bonapartista Paul de Cassagnac il quale, abile spadaccino, lo ferì gravemente al ventre. Ristabilitosi, collaborò a La Marseillaise di Henri Rochefort e, all'arresto di questi, nel febbraio 1870, Flourens fuggì nei Paesi Bassi e di qui in Inghilterra e poi in Grecia, mentre il tribunale lo condannava a sei anni di carcere.
Tornò a Parigi dopo la caduta dell'Impero e fu nominato capo dei cinque battaglioni della Guardia nazionale di Belleville. In tale veste ebbe un ruolo preminente nell'insurrezione del 31 ottobre 1870. Arrestato il 7 dicembre, fu liberato il 20 gennaio 1871 da un colpo di mano di un commando guidato da Amilcare Cipriani, e l'11 marzo un tribunale della Repubblica di Thiers lo condannò a morte in contumacia.
Il 26 marzo 1871 fu eletto al Consiglio della Comune. Incaricato alla Commissione Guerra, assunse il comando della XX legione. Durante l'offensiva del 3 aprile fu catturato e ucciso a freddo da un gendarme di Versailles. Il suo cadavere fu oltraggiato orrendamente. Quel giorno stesso veniva pubblicato il suo libro Paris livré.
È sepolto accanto al padre nel cimitero di Père-Lachaise.

## Scritti
- Paris livré, Paris, A. Lacroix, Verboeckhoven et C.ie, 1871